# 哈龙沟岩画
哈龙沟岩画，位于中国青海省刚察县泉吉乡，为第四批青海省文物保护单位，公布日期为1986年5月27日，类型为石窟寺及石刻。
哈龙沟岩画的历史年代为待定。